# محمد داوود العباسی
محمد داوود العباسی (انگلیسی: Mohammad Al-Abbasi؛ ۱۱ ژوئیه ۱۹۱۴ – ۱۹ ژانویه ۱۹۷۲) سیاستمدار اهل اردن بود. وی از ۱۶ سپتامبر ۱۹۷۰ تا ۲۶ سپتامبر ۱۹۷۰ نخست‌وزیر اردن بود.
محمد داوود العباسی در ۱۹ ژانویه ۱۹۷۲، در سن ۵۷ سالگی درگذشت.